# When Kings Were the Law
When Kings Were the Law è un cortometraggio muto del 1912 diretto da D.W. Griffith.

## Produzione
Il film fu prodotto dalla Biograph Company. Venne girato in California, al Wentworth Hotel di Santa Monica.

## Distribuzione
Distribuito dalla General Film Company, il film - un cortometraggio di una bobina - uscì nelle sale cinematografiche statunitensi il 20 maggio 1912. Il 31 gennaio 1916 ne fu distribuita una riedizione.
Copia della pellicola viene conservata negli archivi della Library of Congress.